# Koordinatsystem
Koordinatsystem er et system til angivelse af punkters placering ved hjælp af koordinater. Der findes forskellige typer af koordinatsystemer, navnlig:
- Retvinklet eller kartesisk koordinatsystem (både to- og tredimensionalt)
- Logaritmiske koordinatsystemer:
  - Semilogaritmisk koordinatsystem (todimensionalt)
  - dobbeltlogaritmisk koordinatsystem (todimensionalt)
- Polære koordinatsystemer:
  - Polært koordinatsystem (todimensionalt)
  - Cylindrisk koordinatsystem (tredimensionalt)
  - Sfærisk koordinatsystem (tredimensionalt)

Til positionsbestemmelse på Jordens overflade benyttes koordinater i form af længde og bredde, men også som x-, y- og z-koordinater i digitale kort , eller i form af positionsbestemmelse ved hjælp af navigationssatellitsystemer som GPS. Artiklen Referencesystem uddyber emnet positionsbestemmelse på Jordens overflade.